# Argyle International Airport
Argyle International Airport is de internationale luchthaven op het eiland Saint Vincent en het drukste vliegveld van Saint Vincent en de Grenadines. Het is een basis voor Air Adelphi, LIAT20 en SVG Air.

## Geschiedenis
Op 13 augustus 2008 werd begonnen met het project voor een nieuwe luchthaven. Uiteindelijk opende de luchthaven op 14 februari 2017 met een capaciteit van ongeveer 1,5 miljoen passagiers per jaar.

## Luchtvaartmaatschappijen en bestemmingen

### Passagiers
Vanaf Argyle International Airport kan worden gevlogen naar de volgende bestemmingen met de volgende luchtvaartmaatschappijen (juli 2025):
| Luchtvaartmaatschappij | Bestemmingen                                                                                  |
| ---------------------- | --------------------------------------------------------------------------------------------- |
| Air Adelphi            | Christ Church, Dovers, Vieux Fort, Vigie                                                      |
| Air Canada             | Toronto                                                                                       |
| American Airlines      | Miami Seizoensgebonden: Charlotte (hervat 6 december 2025), New York (hervat 6 december 2025) |
| Caribbean Airlines     | Christ Church, New York, Port of Spain                                                        |
| Conviasa               | Caracas                                                                                       |
| Delta Air Lines        | Seizoensgebonden: Atlanta (vanaf 20 december 2025)                                            |
| InterCaribbean Airways | Christ Church, Saint George's                                                                 |
| JetBlue                | New York                                                                                      |
| LIAT20                 | Basseterre, Christ Church, Marigot, St. John's, Vigie                                         |
| Sunrise Airways        | Marigot, Saint George's, St. John's, Vieux Fort, Vigie                                        |
| SVG Air                | Charlestown, Christ Church, Clifton, Hillsborough                                             |
| Virgin Atlantic        | Christ Church                                                                                 |
| Winair                 | Philipsburg, Vigie                                                                            |

### Vracht
Daarnaast heeft de luchthaven vrachtverbindingen met de volgende luchthavens:
| Luchtvaartmaatschappij  | Bestemmingen                         |
| ----------------------- | ------------------------------------ |
| Amerijet International  | Basseterre, Christ Church, Miami     |
| Kingfisher Air Services | Port of Spain, Saint George's, Vigie |

## Incidenten en ongevallen
- Op 20 januari 2025 klapten twee banden van een Boeing 737 MAX 8 van American Airlines (registratie: N328TC) tijdens de landing.[5] Het vliegveld moest daardoor tijdelijk sluiten en niemand raakte gewond.[6]